# Llista de cims més alts de l'Azerbaidjan
Les muntanyes de l'Azerbaidjan ocupen més de la meitat del territori. Les muntanyes del nord-est es refereixen al sistema muntanyenc del Gran Caucas al llarg de la frontera amb Rússia i s'amplia al nord-est de l'Azerbaidjan i segueix cap al sud-est fins a la península d'Absheron. El Caucas Menor es troba a l'oest al llarg de la frontera amb Armènia i les Muntanyes Talix es troben al sud al llarg de la frontera amb l'Iran. Allà hi ha fonts minerals i volcans de fang molt actius a la muntanya de Kobustan, que es troba a prop de Bakú. Els cims més alts de la república estan situats als sistemes de muntanya del Gran Caucas, del Caucas Menor i les Muntanyes Talix. El cim més alt és Bazardüzü de 4.466 metres.

## Muntanyes del Gran Caucas
Els sistemes muntanyencs del Gran Caucas s'estenen al voltant de 1.200 quilòmetres d'oest-nord-oest a est-sud-est, entre la península de Taman del Mar Negre i la península d'Absheron del mar Caspi. La cresta del Gran Caucas no es creua amb les valls fluvials. Per tant, també es denomina cresta de la conca hidrogràfica. La major part de l'elevació de la carena és superior als 3.000 metres:
| Altura | Nom          | Nom original  | Fotografia                                              |
| ------ | ------------ | ------------- | ------------------------------------------------------- |
| 4466   | Bazarduzu    | Bazardüzü     | És el cim més alt del país                              |
| 4243   | Shahdagh     | Şahdağ        |                                                         |
| 4206   | Tufandagh    | Tufandağ      | Està situat a la regió Quba, prop del llogaret Khinalig |
| 4126   | Bazaryurd    | Bazaryurd     |                                                         |
| 4116   | Yarıdagh     | Yarıdağ       |                                                         |
| 4079   | Charındagh   | Çarındağ      |                                                         |
| 4042   | Cim de İlham | İlham zirvəsi |                                                         |
| 4020   | Raqdan       | Raqdan        |                                                         |

## Muntanyes del Caucas Menor
Els contraforts del Caucas Menor (també anomenat Petit Caucas, rus Maliy Kavkaz) al sud-oest de l'Azerbaidjan inclouen les dorsals de Shahdagh, Murovdagh, Karabagh Upland, Mikhtoken, Goyche Oriental, Dereleyez i Zangezur, la major part de la platja volcànica de Karabakh, Bashkend-Destefur.
| Altura | Nom          | Nom original   | Fotografia |
| ------ | ------------ | -------------- | ---------- |
| 3906   | Qapıcıq      | Qapıcıq dağı   |            |
| 3865   | Alagoz       | Alagöz         |            |
| 3827   | Aghdaban     | Ağdaban dağı   |            |
| 3814   | Qazangoldagh | Qazangöldağ    |            |
| 3754   | Sarıdara     | Sarıdərə dağı  |            |
| 3724   | Gamıshdagh   | Gamışdağ       |            |
| 3613   | Delidagh     | Dəlidağ        |            |
| 3560   | Deveboynu    | Dəvəboynu dağı |            |
| 3549   | Qoshabulaq   | Qoşabulaq dağı |            |
| 3437   | Keti         | Kəti dağı      |            |
| 3367   | Hinaldag     | Hinaldağ       |            |
| 3364   | Alinja       | Əlincə dağı    |            |

## Muntanyes Talix
Les Muntanyes Talix (àzeri: Talış dağları, Талыш дағлары, تالش داغلارى; persa: کوههای تالش, Kuhhâye Tâleš) es troba al sud-est de les Terres baixes de Lankaran al sud-est de l'Azerbaidjan a la part baixa del país de Sefid Rud al nord-oest de l'Iran. Les muntanyes de Talish inclouen les serralades de Talish, Peshteser i Burovar. Alguns cims arriben als 3.000 m.
| Altura | Nom      | Nom original |
| ------ | -------- | ------------ |
| 2493   | Gomurgoy | Gömürgöy     |
| 2433   | Qızyurdu | Qızyurdu     |